# Маја Маршићевић Тасић
Маја Маршићевић Тасић (Београд, 1. мај 1965 — Београд, 10. март 2001) је била новинарка, политичка активисткиња. Радила је као новинарка и сарадница више листова и радио-станица. Писала је чланке политичке и економске садржине, бавила се положајем жена у друштву. Била је чланица Удружења новинара Србије.

## Биографија
Рођена је 1965. у Београду. Завршила је средњу школу преводилачког смера (бивша Осма београдска гимназија) и стекла знање преводитељка – сарадница за енглески језик). Завршила је Филолошки факултет – општу књижевност са теоријом књижевности новинарског смера.
У средњој школи радила је као сарадник у новинарској емисији Студија Б „ Прекобројни час“. На првој години факултета сарађивала је у часопису „Физичка култура“. 1986. учествовала је на југословенском саветовању „Физичка култура у средствима јавног информисања“ одржаног у Охриду. Интервјуи које је тада водила са стручњацима у области физичке културе објављени су 1987.године у пројекту „Карактеристике периодике у области физичке културе“ рађеном за СИЗ физичке културе СР Хрватске. Сарађивала је на издавању публикација са Југословенским заводом за физичку културу, посебно Индок службом. Била је ангажована у Савезу за физичку културу Југославије, осам месеци је радила у Комисији за врхунски спорт и олимпијске припреме. Учествовала је у изради материјала за комисију у том периоду (Albertville, Барселона, финансијски планови, категоризација спортиста) и присуствовала је у том периоду састанцима са савезним тренерима у оквиру припрема за Олимпијске игре 1992. године.
У оквиру сарадње са Међународном комисијом Савеза за физичку културу Југославије била је више пута ангажована приликом доласка страних спортских делегација. Превела је и припремила у сарадњи са др Душанком Бан публикацију „Организација спортских структура у земљама Европског савета“. Бавила се и привредним новинарством у редакцији часописа „Journal export“, објављивала је текстове и у Студенту, Борби и Нину. Била је заинтересована за рад у спортском новинарству и вођење спортске политике.
Била је стални дописник словеначког листа „Република“ у СРЈ са седиштем у Београду.
Предизборну кампању за Удружену опозицију Србије започела је на страницама листа „Време“.
Погинула је у саобраћајној несрећи 10.марта 2001.године у Београду када је на Бежанијској коси дошло до судара два возила. Пријемом у Ургентни центар Медицинског факултета у Београду подлегла је повредама. Иза себе оставила је ћерку Кристину.

## Политички активизам
1996.године за време грађанских протеста се прикључује Грађанском савезу Србије где је убрзо постала и шеф информативне службе и блиска сарадница тадашње председнице странке Весне Пешић. У Грађанском савезу је била је и чланица Председништва и Главног одбора. Као међународна секретарка странке била је задужена за међународну сарадњу Грађанског савеза Србије. Радила је као организаторка кампања ГСС-а, и као проверени кадар одржавала је контакте с многобројним невладиним организацијама и фондацијама у иностранству. Водила је Медијску групу Савеза за промене.
Била је посланица у Народној скупштини Републике Србије и налазила се на дужности шефа кабинета министра иностраних послова СР Југославије Горана Свилановића. Изабрана је за народну посланицу ДОС-а у Скупштини Србије. Била је и чланица Управног одбора СЈУ "Борба".
Била је једна од ауторки изложбе „Србија, оригинална верзија“ којом су свету представљене демократске промене у Србији у капели Сорбоне, у Паризу децембра 2000.године.

## Фондација Маја Маршићевић Тасић
После њене смрти формиран је Фонд под њеним именом из кога се донира награда "Освајање слободе". Награда се додељује једном годишње активисткињама које посвеђују живот борби за људска права, демократију, правну државу и толеранцију. Сама награда је уметничко дело Мрђана Бајића. Досадашње добитнице награде су: Оља Бећковић, Горанка Матић, Биљана Србљановић, Ружица Ђинђић, Борка Павићевић, Hedvig Morvai-Horvath, Лила Радоњић, Мирјана Карановић, Србијанка Турајлић, Аида Ћоровић, Дубравка Стојановић, Бранкица Станковић, Дана Поповић, Даница Вученић, Љиљана Спасић, Милена Радуловић, Весна Ракић Водинелић, Верица Бараћ, Марија Лукић, Тамара Скрозза, Светлана Лукић и Светлана Вуковић Месаровић.
Награда „Освајање слободе“ додељује се сваке године 24. септембра – на дан изборне победе над Милошевићем 2000. године.